# Jan Janusz Meller
Jan Janusz Meller (ur. 29 października 1933 w Łubiance, zm. 12 listopada 2018)  – polski ekonomista, prof. dr hab.

## Życiorys
Był absolwentem liceum handlowego w Bydgoszczy (1952). W 1957 ukończył studia ekonomiczne w Instytucie Gospodarki Narodowej im. G. Plechanowa w Moskwie. W latach 1957-1959 pracował w Biurze Pełnomocnika Rządu ds. repatriacji Polaków z ZSRR przy Ambasadzie PRL w Moskwie, w latach 1959-1960 w Bydgoskich Zakładach Elektromechanicznych „Belma”, w latach 1960-1963 w Wojewódzkiej Komisji Planowania Gospodarczego w Bydgoszczy. Od 1967 pracował w Międzywydziałowym Zespole Nauk Społecznych Wyższej Szkoły Inżynierskiej w Bydgoszczy. W 1972 obronił na Uniwersytecie Warszawskim pracę doktorską Płace w planach gospodarczych PRL (1950-1970) napisaną pod kierunkiem Zofii Moreckiej. Od 1974 pracował w Akademii Techniczno-Rolniczej w Bydgoszczy. W 1981 otrzymał na Uniwersytecie Warszawskim stopień doktora habilitowanego na podstawie pracy Regionalne gospodarowanie zasobami pracy. Na AT-R był od grudnia 1981 dyrektorem Instytutu Nauk Społecznych, od 1992 Instytutem Nauk Humanistycznych i Ekonomicznych. Równocześnie od 1984 pracował na Wydziale Nauk Ekonomicznych (następnie Nauk Ekonomicznych i Zarządzania) Uniwersytetu Mikołaja Kopernika w Toruniu, kierował tam Zakładem Ekonomiki Pracy i Polityki Społecznej (1984-1992), następnie Katedrą Gospodarowania Zasobami Pracy (od 1992).
Tytuł profesora nauk ekonomicznych uzyskał w 1990 r. Pełnił funkcję dziekana na Wydziale Ekonomicznym-Społecznym Kujawskiej-Pomorskiej Szkoły Wyższej w Bydgoszczy oraz rektora Wyższej Szkoły Zarządzania i Finansów w Bydgoszczy. Był członkiem prezydium Komitetu Nauk o Pracy i Polityce Społecznej PAN.
Od 1959 był członkiem PZPR, od stycznia do maja 1981 kierownikiem Wydziału Nauki i Oświaty, od maja do sierpnia 1981 kierownikiem Wydziału Nauki, Oświaty i Kultury Komitetu Wojewódzkiego PZPR w Bydgoszczy.
Pochowany 24 listopada 2018 na cmentarzu przy ul. Bohaterów w Nakle nad Notecią.

## Odznaczenia
Odznaczenia:
- Medal im. Wacława Szuberta
- Medal Komisji Edukacji Narodowej (1983)[4]
- Krzyż Kawalerski Orderu Odrodzenia Polski